# Sibylle Narberhaus

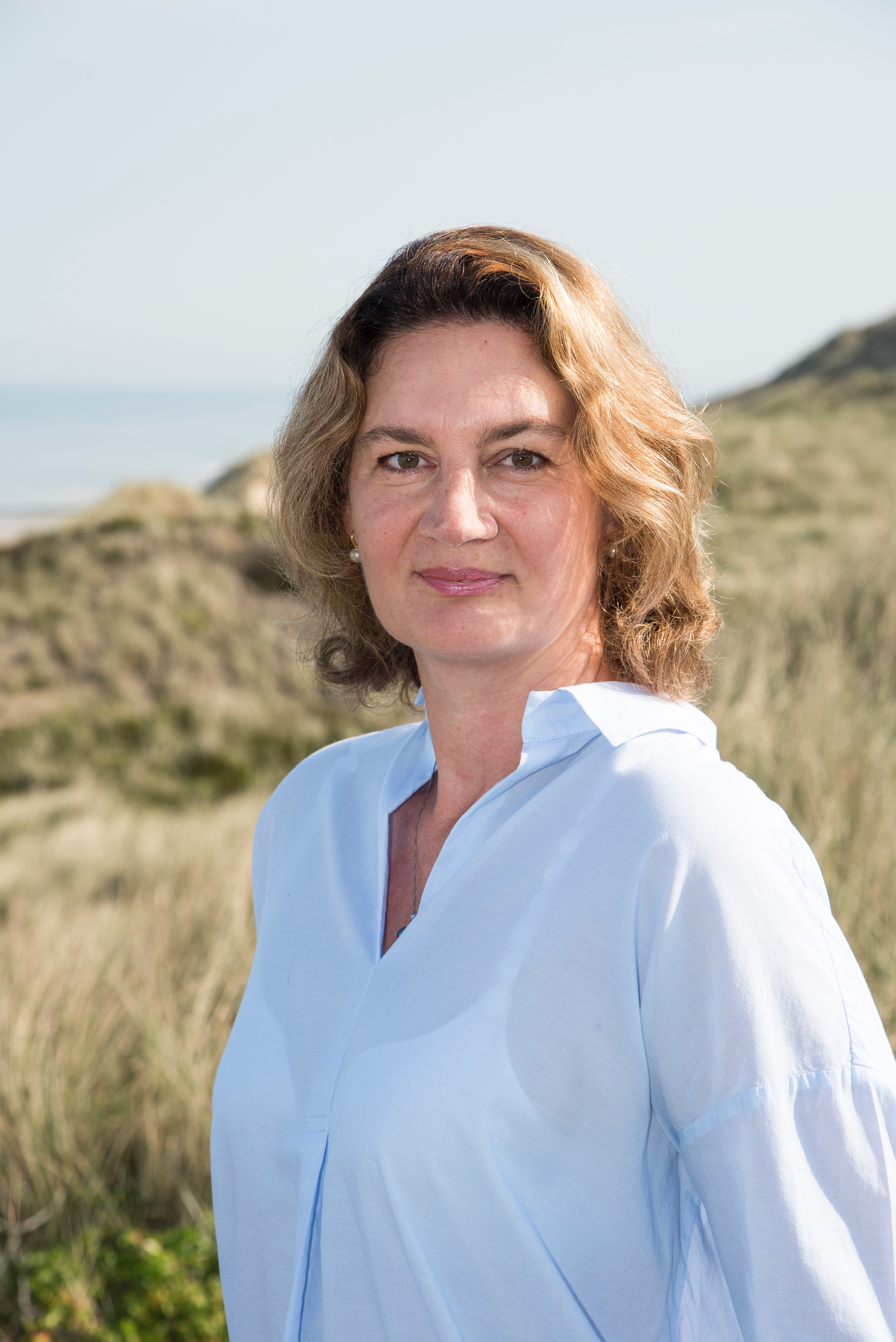
Sibylle Narberhaus (2019)

Sibylle Narberhaus (* 1968 in Frankfurt am Main) ist eine deutsche Schriftstellerin.

## Leben und Werk
Sibylle Narberhaus ist die Tochter einer Erzieherin und eines Flugingenieurs. 1988 legt sie ihr Abitur an der IGS Garbsen ab. Anschließend absolvierte sie eine Ausbildung zur Fremdsprachenkorrespondentin. Darauf folgt eine Ausbildung zur Versicherungskauffrau und das Studium zur Versicherungsfachwirtin. Seit 1990 arbeitet Sibylle Narberhaus bei einem internationalen Versicherungskonzern.
Seit dem Jahr 2017 ist sie nebenberuflich als Schriftstellerin tätig und schreibt Kriminalromane zum Themenkreis Meer und Insel Sylt.
Sie lebte zunächst in Frankfurt am Main und Stuttgart; heute wohnt sie in Hannover. Sie ist mit einem Mann verheiratet.

## Veröffentlichungen (Auswahl)
- Syltleuchten. Gmeiner-Verlag, 2017, ISBN 978-3-8392-5322-9.
- Syltstille. Gmeiner-Verlag, 2018, ISBN 978-3-8392-2343-7.
- Mittsommernachtsangst. Acabus-Verlag, 2018, ISBN 978-3-86282-562-2.
- Schattenmeer.[1] Acabus-Verlag, 2019, ISBN 978-3-86282-706-0.
- Syltfeuer. Gmeiner-Verlag, 2019, ISBN 978-3-8392-2507-3.
- Syltleuchten – Syltstille – Syltfeuer. Gmeiner-Verlag, 2020, ISBN 978-3-7349-9480-7.
- Syltwind. Gmeiner-Verlag, 2020, ISBN 978-3-8392-2757-2.
- Syltmond. Gmeiner-Verlag, 2021, ISBN 978-3-8392-0081-0.
- Syltsterne.[2] Gmeiner-Verlag, 2022, ISBN 978-3-8392-0305-7.
- Syltschwur. Gmeiner-Verlag, 2023, ISBN 978-3-8392-0513-6.